# Lem Winchester
Lem Winchester (* 19. März 1928 in Philadelphia; † 13. Januar 1961 in Indianapolis) war ein US-amerikanischer Jazz-Vibraphonist und Komponist.

## Leben und Wirken
Lem Winchesters kurze Karriere war zeitlebens von Drogenproblemen überschattet. Er spielte zunächst Tenor- und Baritonsaxophon und Klavier, bevor er zum Vibraphon wechselte. Er arbeitete als Polizeibeamter in Wilmington (Delaware). Im August 1957 wirkte Winchester dann an einer Session des Schlagzeugers John Chowning mit, die zwar nicht veröffentlicht wurde, dessen Bänder jedoch von Leonard Feather wahrgenommen wurden. Er präsentierte ihn daraufhin auf dem Newport Jazz Festival im Juni 1958. Dort spielte er mit Ray Santisi (p), John Neves (b), Jimmy Zitano (d) die Jazz-Standards „Now’s the Time“, „Polka Dots and Moonbeams“ und Billy Strayhorns „Take the A Train“.
Am 8. Oktober 1958 fand dann in den Chess Studios in Chicago eine erste Aufnahmesitzung statt. Für das kleine Label Argo Records nahm Lem Winchester als Leiter mit dem Pianisten Ramsey Lewis, dem Bassisten Eldee Young und dem Schlagzeuger „Red“ Holt auf. Es entstanden Titel wie „Jordu“ von Duke Jordan, „Once In A While“, „It Could Happen to You“, „Easy To Love“ und „Joy Spring“ von Clifford Brown, dem das Album gewidmet wurde (A Tribute To Clifford Brown).
Fast ein Jahr später hatte Winchester erneut Gelegenheit, unter eigenem Namen aufzunehmen; am 25. September 1959 spielte er für Prestige Records im Rudy Van Gelder Studio in Englewood Cliffs. Das Album Winchester Special erschien dann auf dem Prestige-Sublabel New Jazz Records. Mitwirkende Musiker waren hier der Saxophonist Benny Golson, der Pianist Tommy Flanagan, der Bassist Wendell Marshall und der Schlagzeuger Art Taylor. Winchesters Komposition „Down Fuzz“ wurde dabei als 45er-Single ausgekoppelt.
Gemeinsam mit Richard Wyands, George Duvivier und Roy Haynes wirkte Winchester im März 1960 an Oliver Nelsons Album Taking Care of Business mit. Im April 1960 folgte ein weiteres Album (Lem Beat) mit Oliver Nelson, diesmal unter eigenem Namen, an dem noch der Altsaxophonist Curtis Peagler, der Pianist Roy Johnson sowie erneut Marshall und Taylor in der Rhythm Section mitwirkten. Im Juni spielte er im Quartett der Soul-Jazz-Organistin Shirley Scott mit George Duvivier und dem Schlagzeuger Arthur Edgehill (Soul Sister). Im Juli 1960 war er Mitglied in Jack McDuffs Quartett mit Jimmy Forrest (Tough’ Duff, Prestige); im Sommer dieses Jahres trat Winchester gemeinsam mit Toots Thielemans, Sandy Mosse, Junior Mance, Nick Fiore und J. C. Heard u. a. auf dem Jazzfestival in Birmingham (Missouri) auf. Zwischen Juni und Oktober entstanden dann die Aufnahmen für Wichesters drittes Album Another Opus, an dem diesmal der Flötist Frank Wess, Pianist Hank Jones, der Organist Johnny Hammond Smith, und der Gitarrist Eddie McFadden mitwirkten; die Rhythmusgruppe bildeten die Bassisten Eddie Jones, Wendell Marshall sowie die Schlagzeuger Bill Erskine bzw. Gus Johnson. Diesmal waren auch Winchesters Eigenkompositionen wie das Titelstück „Another Opus“, „Both Barrels“ und „Blues Prayer“ zu hören. Im August ging er erneut mit Oliver Nelson ins Studio (Nocturne); im September begleitete er die Sängerin Etta Jones (Something Nice).
Für sein letztes Album With Feeling, das am 7. Oktober wieder mit Wyands, Duvivier und Taylor entstand, versorgte ihn Oliver Nelson mit Arrangements; zu hören waren Standards wie „Skylark“ oder „But Beautiful“. Die LP erschien damals auf Prestiges Sublabel Moodsville. Eine Woche später, am 14. Oktober war er noch Sideman bei Johnny Hammond Smiths Prestige-Session (Gettin' The Message); es wurden seine letzten Aufnahmen.
Winchester verließ im Laufe des Jahres 1960 den Polizeidienst, um sich daraufhin ganz der Musik zu widmen. Er starb am 13. Januar 1961, als er einen Revolvertrick vorführen wollte.

## Bedeutung
Nach Einschätzung von Scott Yanow im All Music Guide hatte Winchester ein großes Potenzial als Vibraphonist, konnte es aber wegen seines tragischen Unfalltodes nicht weiterentwickeln. Er war hauptsächlich von Milt Jackson beeinflusst, entwickelte aber ein ganz eigenes Klangbild. Dem Klangideal des 1961 verstorbenen Lem Winchester folgten nach Ansicht der Kritiker Richard Cook und Brian Morton Musiker wie Gary Burton, Tom van der Geld und Bobby Hutcherson.

## Diskografische Hinweise
Alben unter eigenem Namen
- Lem Winchester and The Ramsey Lewis Trio Perform A Tribute To Clifford Brown (Argo, später als Verve / Universal, 1958)
- Winchester Special (New Jazz Records / OJC, 1959)
- Lem Beat (New Jazz Records / OJC, 1960)
- Another Opus (New Jazz Records / OJC, 1960)
- With Feeling (Moodville/Prestige, OJC, 1960)

Alben als Sideman
- Etta Jones: Something Nice (OJC, 1960); Hollar! (OJC, 1960–1962)
- Brother Jack McDuff: Tough’ Duff (OJC, 1960)
- Oliver Nelson: Nocturne (OJC, 1960); Taking Care of Business (OJC, 1960)
- Shirley Scott: Legend of Acid Jazz – Soul Sister (Prestige/OJC 1960–1964),
- Johnny Hammond Smith: Talk that Talk (Prestige Records, 1960)